# Церковь Рождества Пресвятой Богородицы (Крюково)
Церковь Рождества Пресвятой Богородицы — православный храм в хуторе Крюково Куйбышевского района Ростовской области. Относится к Куйбышевскому благочинию Ростовской-на-Дону епархии Русской Православной церкви.

## История
Церковь Рождества Пресвятой Богородицы, расположенная на окраине хутора, построена в 1902 году на пожертвования вдовы отставного подполковника Крюковой Раисы Петровны и односельчан.
Престол в ней один — в честь Рождества Пресвятой Богородицы. Церковь не закрывалась до 1960 года. В 1960 году все церковное имущество было передано приходу Всех Святых Ростова-на-Дону через члена церковного собрания прихода Петра Васильевича Варшавского. Впоследствии, после закрытия храма, здесь хранилось зерно. Апсидная часть была развалена. На её месте были установлены железные ворота через которые ввозилось зерно. Купола разрушены и все здание было приведено в запустение.
С 1984 года в храме Рождества Пресвятой Богородицы стали хранить ядохимикаты, запах которых ощущается и по сей день. Открылась церковь в 1997 году по благословению архиепископа Ростовского и Новочеркаского Пантелеимона.
С этого года началось восстановление храма:
- 2000 — постелены деревянные полы и установлены окна.
- 2001 — отштукатурено внутреннее помещение.
- 2002 — установка резного и писаного иконостаса и покрытие территории вокруг храма асфальтом.
- 2003 — установка центрального купола.
- 2004 — установка купола колокольни и приобретение колоколов.
- 2005 — газификация и запуск парового отопления[2].
- 2006 — ограждение территории прихода каменным забором.
- 2007 — строительство воскресной школы и трапезной[2].
- 2008 — покраска куполов и обновление наружных стен здания храма пескоструем.
- 2009 — подготовка стен под роспись
- 2010—2012 — производится роспись стен храма.

Настенную роспись храма создавали таганрогские художники Владимир Барановский (1959—2021), Наталья Дурицкая и  Олег Хаславский.
Настоятель храма Рождества Пресвятой Богородицы — иерей Павел Борцов.